# Boloria higginsi
Boloria higginsi är en fjärilsart som beskrevs av Praviel 1938. Boloria higginsi ingår i släktet Boloria och familjen praktfjärilar. Inga underarter finns listade i Catalogue of Life.